# ناومانيت
ناومانيت هو معدن من معادن السيلينيدات، يتكون من عنصري السيلينيوم والفضة، ولوحدته البلورية الصيغة الكيميائية Ag2Se. للمعدن بلورات ذات لون رمادي مسود، وتتبلور وفق نظام بلوري معيني قائم.
وصف المعدن لأول مرة سنة 1828 من الجيولوجي الألماني غوستاف روزه، وسمي على شرف الجيولوجي الألماني أيضاً كارل فريدريش ناومان.